# Hieroglyf
En hieroglyf er et tegn i et logografisk skriftsystem, altså et skriftsystem, hvor hvert tegn betegner et helt ord. Ordet kommer af græsk ἱερογλυφικά γράμματα hieroglyphiká grámmata, der betyder "hellige, indhuggede tegn".
Primært bruges betegnelsen om det oldægyptiske skriftsystem, der blev brugt til at skrive det oldægyptiske sprog fra ca. 3000 f. Kr. til omkring vor tidsregnings begyndelse, hvor det i stedet blev erstattet af koptisk, skrevet med en modificeret udgave af det græske alfabet. Disse hieroglyffer blev ofte indgraveret i sten.

## Eksempler på hieroglyffer
- Maya-hieroglyffer
- Rongorongo (hieroglyffer på Påskeøen)
- Ægyptisk hieroglyf